# Thyrospora
Thyrospora är ett släkte av svampar. Thyrospora ingår i ordningen Dothideales, klassen Dothideomycetes, divisionen sporsäcksvampar och riket svampar.
|            | Coccoideaceae                           |
|            |                                         |
|            | Dothideaceae                            |
|            |                                         |
|            | Dothioraceae                            |
|            |                                         |
|            | Planistromellaceae                      |
|            |                                         |
|            | Delphinella                             |
|            |                                         |
|            | Coccochora                              |
|            |                                         |
|            | Syrropeltis                             |
|            |                                         |
|            | Rehmiellopsis                           |
|            |                                         |
|            | Phaeocryptopus                          |
|            |                                         |
| Thyrospora | \| \| Thyrospora calosperma \| \| \| \| |
|            | \| \| Thyrospora calosperma \| \| \| \| |
|            | Amylirosa                               |
|            |                                         |
|            | Byssogene                               |
|            |                                         |
|            | Phyllachorella                          |
|            |                                         |
|            | Placosphaeria                           |
|            |                                         |
|            | Microdothella                           |
|            |                                         |
|            | Propolina                               |
|            |                                         |
|            | Boerlagellopsis                         |
|            |                                         |
|            | Yoshinagella                            |
|            |                                         |
|            | Pleostigma                              |
|            |                                         |
|            | Colensoniella                           |
|            |                                         |
|            | Celosporium                             |
|            |                                         |
|            | Thyrospora calosperma                   |
|            |                                         |

|  | Thyrospora calosperma |
|  |                       |